# Oblus Osch
Der Oblus Osch (kirgisisch Ош облусу Osch oblussu; russisch Ошская область Oschskaja oblast) ist eines von sieben Gebieten (Oblus) Kirgisistans.
Es liegt im mittleren Süden des Landes und wird im Norden von Usbekistan und im Süden von Tadschikistan und der Volksrepublik China begrenzt. Das Gebiet hat eine Fläche von 29.200 km² und etwa 1,4 Millionen Einwohner (Zensus 2022). Die Bevölkerungsdichte ist mit 49 Einwohnern pro km² relativ hoch (gemessen an der Bevölkerungsdichte des ganzen Landes, die bei 35 Einwohnern pro km² liegt).
Das Verwaltungszentrum des Oblus ist die Stadt Osch. Sie liegt nahe der usbekischen Grenze im Ferghanatal.

## Geographie
Der Großteil der Bevölkerung lebt im flachen nördlichen Teil des Oblus, am Rande des Ferghanatals. Das Land steigt allmählich nach Süden zum Kamm des Alaigebirges an, fällt in das Alai-Tal ab und erhebt sich zum Transalaigebirge, das die Grenze zu Tadschikistan bildet. Im Osten steigt das Land bis zum Ferghanagebirge an, das an der Grenze zum Oblus Naryn liegt. Dieses Gebiet wird vom Karadarja entwässert, der nach Nordwesten fließt, um sich mit dem Naryn zu vereinen und im Ferghanatal den Syrdarja zu bilden.

## Geschichte
Das Oblus wurde 1939 gegründet. 1980 wurde das Oblus Talas vom Oblus abgetrennt, es folgte 1990 das Oblus Dschalal-Abad. Zum Gebiet zählte bis 1999 auch das heutige Oblus Batken, welches damals aus politischen und religiösen Gründen abgetrennt wurde. Da das Gebiet direkt an die Hochgebirge Tadschikistans grenzt, galt es während des dortigen Bürgerkrieges als Rückzugsgebiet für die islamistischen Kampfgruppen.

### Erdrutsche
Das Oblus ist für Erdrutsche
nach starken Niederschlägen bekannt. Am 26. April 2004 starben bei einem Erdrutsch in dem Dorf Budalyk, im Rajon Alai, 33 Menschen. Der UN-Nothilfekoordinator berichtete in seinem Bericht OCHA/GVA – 2004/0068, dass durch den Erdrutsch unter anderem 16 Wohnhäuser zerstört wurden.
In der Ortschaft Aju, im Rajon Ösgön, kam es am 29. April 2017 zu einem Erdrutsch. Zahlreiche Wohnhäuser wurden zerstört. Nach Angaben des Ministeriums für Krisensituationen starben 24 Menschen. Präsident Almasbek Atambajew bezeichnete das Unglück als eine Tragödie.

## Bevölkerung
Die Volkszählung vom 24. März 1999 ergab, dass im Oblus Osch 1,176 Millionen Menschen lebten. Davon waren 272.500 bzw. 23,3 % der Bevölkerung Stadtbewohner und 76,8 % Landbewohner. Die Hauptstadt Osch und ihre nähere Umgebung konzentrierte dabei mit 232.400 Einwohnern den Großteil der Stadtbevölkerung auf sich. Weitere städtische Siedlungen sind Ösgön (41.500 Einwohner), Kara-Suu (19.100 Einwohner), Naiman (1800 Einwohner) und Sarytasch (1500 Einwohner).
In ethnischer Hinsicht bestand im Jahre 1999 die Bevölkerung zu 63,8 % aus Kirgisen, zu 31,1 % aus Usbeken, zu 1,3 % aus Russen, zu 0,9 % aus Uiguren, zu 0,6 % aus Tataren zu 0,5 % aus Tadschiken und zu 0,3 % aus Aserbaidschanern; die verbleibenden 0,6 % verteilen sich auf verschiedene Ethnien. In der ersten Hälfte der 1990er Jahre hatte die russischsprachige Bevölkerungsgruppe das Gebiet größtenteils verlassen. Trotzdem war die Bevölkerung im Oblus Osch zwischen 1989 und 1999 um 24,9 % gewachsen, was ein fast doppelt so hohes Bevölkerungswachstum wie im kirgisischen Durchschnitt bedeutete. Der Migrationssaldo war im Jahre 1999 negativ: 4205 Personen verließen das Gebiet, 2845 Personen zogen zu.
Im Jahr 1999 waren 43,4 % der Bevölkerung bis 16 Jahre alt, 7 % waren über 65 Jahre alt und 49,6 % der Bevölkerung waren im arbeitsfähigen Alter.

## Verwaltungsgliederung
Das Oblus Osch ist in sieben Rajons unterteilt. Folgende Rajons befinden sich in Osch:
| Rajons Oblus Osch | Rajons Oblus Osch | Rajons Oblus Osch | Rajons Oblus Osch |
| Rajon             | Verwaltungs- sitz | Lage              |                   |
| ----------------- | ----------------- | ----------------- | ----------------- |
| Ösgön             | Ösgön             |                   |                   |
| Kara-Suu          | Kara-Suu          |                   |                   |
| Arawan            | Arawan            |                   |                   |
| Nookat            | Nookat            |                   |                   |
| Tschong-Alai      | Daroot-Korgon     |                   |                   |
| Alai              | Gültschö          |                   |                   |
| Kara-Kuldscha     | Kara-Kuldscha     |                   |                   |